# Juggernaut (Marvel Comics)
Juggernaut (Cain Marko) es un supervillano de los cómics estadounidenses publicados por Marvel Comics. Creado por el escritor Stan Lee y el dibujante/coguionista Jack Kirby, el personaje apareció por primera vez en X-Men # 12 (julio de 1965), como adversario del equipo de superhéroes epónimo. Desde entonces, ha entrado en conflicto con otros superhéroes, principalmente Spider-Man y Hulk.
Cain Marko es un humano común y corriente que recibió los poderes de una gema perteneciente a la deidad Cyttorak, convirtiéndose literalmente en juggernaut (palabra inglesa que se refiere en la actualidad a una fuerza destructiva e imparable, aunque originalmente fue tomada de Jaganatha, una deidad del norte de la India en cuya celebración un enorme carro atropellaba a sus fieles). Este personaje posee fuerza y durabilidad sobrehumanas, y es virtualmente inmune a la mayoría de ataques físicos; su casco también le protege de ataques mentales. Si bien no es un mutante, Cain ha aparecido como un miembro prominente de la Hermandad de Mutantes. Es también el hermanastro del Profesor X.
Desde su debut en la Era de la Plata de los cómics, el personaje ha aparecido a lo largo de más de 5 décadas de publicaciones de Marvel, destacándose en los títulos de X-Men y protagonizando dos publicaciones en solitario de un solo número. También ha sido asociado con mercadería de Marvel, como ropa, juguetes, cromos, series animadas de televisión, videojuegos y el largometraje de superhéroes de 2006, X-Men: The Last Stand, en el que fue miembro de la Hermandad de Mutantes de Magneto y fue interpretado por Vinnie Jones. Más tarde, estuvo en Deadpool 2 (2018), actuado y locutado por Ryan Reynolds y por Aaron W. Reed en Deadpool & Wolverine (2024). En algunas de estas reinterpretaciones, particularmente en la serie de películas de los X-Men, Marko aparece como un mutante que nació sin poderes, mientras que en otras sus poderes provienen simplemente de su traje.
En 2008, Cain se clasificó 188º en la lista de 200 mejores personajes de cómics de Mago. En 2009, ocupó el lugar 19 en la lista de 100 mejores villanos de cómics de IGN. Es uno de los más malvados de Marvel, pero lo consideran antihéroe. IGN también lo clasificó como el vigésimo segundo mayor enemigo de Spider-Man.

## Biografía

### Origen
Cain Marko es hijo único de Kurtis Marko y su primera esposa Marjory. De niño, su madre murió y su padre se casó en segunda nupcia con la viuda Sharon Xavier, quien fue esposa de Brian Xavier, uno de los mejores amigos de Kurtis, a quien él traicionó vilmente y causó su muerte. Así, Cain se hizo hermanastro de Charles Xavier, el único hijo de Sharon. Los celos de Cain hacia Charles desde que lo conoció arraigaron con los años. Charles siempre fue la estrella de la familia, relegando a Cain a un segundo plano. Esto se agravó al morir sus padres: Charles heredó la fortuna familiar, y Cain juró venganza.

### Años 1960
Mientras Caín y su hermanastro Charles sirven en el ejército de los EE.UU., destinados en Corea, Marko halla un templo escondido dedicado a la entidad Cyttorak. Al entrar, ve un enorme rubí. Escrito en él, unas palabras que lee en voz alta: "Todo aquel que toque esta joya recibirá el poder de la gema carmesí de Cyttorak. A partir de ahora, tú que lees estas palabras, pasaras a ser... para siempre... ¡un monstruo humano!". La joya canalizó el poder de Cyttorak hacia Marko. La transformación crea un derrumbe enterrando a Marko, quien se presumió muerto.
Poco tiempo después, y haciéndose llamar "Juggernaut", Marko se presenta ante su hermano, Xavier, y los X-Men, que lo derrotan por primera vez con la ayuda de la Antorcha Humana de los Cuatro Fantásticos.
Juggernaut regresa en busca de venganza y combate de nuevo contra los X-Men y el Dr. Strange, que destierra al gigante al "Cosmos Carmesí", la dimensión de Cyttorak. Cuando el gigante vuelve a aparecer, ha desarrollado habilidades mágicas y sostiene una breve pelea contra el místico Doctor Strange, antes de ser desterrado a un universo alternativo por la entidad cósmica Eternity.

### Años 1970
Juggernaut regresa a la Tierra a través de su pura fuerza de voluntad, aunque la dimensión alienígena lo hace envejecer rápido. El villano lucha contra el X-Men Bestia antes de ser atraído de nuevo a la misma dimensión. Juggernaut cae por accidente a la Tierra en la base Hulkbuster, gracias a un dispositivo inter-dimensional diseñado para desterrar a Hulk, quien ayuda a Juggernaut a salir de la base. En su fuga, el casco de Juggernaut cae y lo sorprenden y derrotan el Profesor X, Cíclope y Jean Grey
Juggernaut regresa, ahora con su nuevo socio, Black Tom Cassidy, primo del X-Men Banshee, y pelea contra los X-Men y la Fuerza Fénix.

### Años 1980
Black Tom utiliza a su sobrina Siryn -que posee los mismos poderes que su padre, Banshee- para robar un cargamento del metal vibranium. Juggernaut, Black Tom y Siryn luchan contra la heroína Spider-Woman y los X-Men. Cuando se descubre la verdad, Juggernaut y Black Tom escapan y Siryn queda bajo el cuidado de su padre. Después de su fuga de la cárcel, Black Tom decide que la psíquica Madame Web podría ser útil en sus actividades criminales. Al llegar a Nueva York, Tom envía a Juggernaut a capturar a Madame Web. Esto provoca que Juggernaut se enfrente a Spider-Man, que frustra su objetivo.
Más adelante, Juggernaut protagoniza una pelea en un bar con el X-Men Coloso. Después, en una batalla contra Spider-Man y los X-Men, Juggernaut se encuentra con el futurista centinela Nimrod, que humilla y vence al villano. Juggernaut también participa en los llamados Actos de Venganza, luchando contra el Dios del Trueno, Thor, y el súper equipo New Warriors.

### Años 1990
Juggernaut combate a Thor una vez más, y como consecuencia de este combate, queda perdido en la dimensión que lo albergó anteriormente. Más adelante, Black Tom Cassidy con ayuda de la millonaria Arianna Jankos, consigue la tecnología para rescatar a Juggernaut, y juntos llevan a cabo un atentado contra las desaparecidas Torres Gemelas de Nueva York, siendo detenidos por Spider-Man y la Fuerza-X. Juggernaut es rescatado de la escena por el mercenario Deadpool, y acepta trabajar para su líder, Mr. Tolliver. Posteriormente, se vuelve contra Tolliver y combate contra Deadpool. Juggernaut también se alía con el villano Red Skull para tratar de capturar a Hulk. Más tarde, también es contratado para exterminar a Venom. Luego, Juggernaut se convertirá en víctima de la terrible entidad conocida como Onslaught, surgida de Charles Xavier, quien le roba temporalmente el poder de Cyttorak. Juggernaut se ve obligado a solicitar la ayuda de los X-Men.
Juggernaut se alía con los Exemplars, siete seres humanos corrompidos por el poder de las entidades místicas y, como sus avatares, tratan de imponer su voluntad en la Tierra. Juggernaut se resiste a la influencia de Cyttorak y, cuando es capturado por otros Exemplars, es ayudado por el equipo de superhéroes los Vengadores. El Capitán América convence a los otros Exemplars que han sido manipulados por las entidades místicas, que deciden abandonar la Tierra.

### Años 2000
Juggernaut es parte de una estratagema diseñada por Black Tom: Se une a los X-Men con el plan de destruir el equipo desde dentro. Cuando Cassidy traiciona abiertamente a Juggernaut, decide quedarse con los X-Men y cambiar sus ideales. Juggernaut se hace amigo de un joven mutante llamado Sammy Paré, que colabora en la reforma de Marko. Pero, cuando Paré descubre que Black Tom se prepara para atacar la sede de los X-Men con su nueva Hermandad de mutantes diabólicos, es asesinado. Un enfurecido Juggernaut, ataca a Cassidy y sus aliados, pero la batalla termina con él y todos los miembros de la Hermandad varados en la dimensión alternativa del Mojoverso.
Juggernaut regresa y se une al equipo de Excalibur por un breve período. Cuando Hulk ataca la Mansión X, el poder de Juggernaut comienza a disminuir, por lo que decide restaurar el vínculo con Cyttorak, llegando a ser suficientemente potente para detener a Hulk. A pesar de un intento de Xavier de controlar a Juggernaut, este admite que la redención es imposible y parte con su poder restaurado.

### Años 2010
Juggernaut es manipulado por el gobierno para combatir contra Skaar, el hijo de Hulk, que lo derrota y arroja al espacio.
Juggernaut es encontrado por Spider-Man, quien lo ayuda a combatir contra el nuevo avatar del Capitán Universo.
Juggernaut será localizado por Luke Cage, quien planea integrarlo al nuevo equipo de Thunderbolts. El Profesor X se comunica con Cage y le dice que esta es la última oportunidad de redención para Juggernaut.
Más tarde, uno de las Siete Martillos de los Terrenos Dignos, cae cerca de Juggernaut. Juggernaut es capaz de levantarlo y se convierte en Kuurth, Breaker of Stone. Kuurth hace su camino a California y lucha contra los X-Men. Coloso, Magik y Kitty Pryde van a la dimensión de Cyttorak. Coloso llega a un acuerdo con Cyttorak que le permitirá tener sus poderes. Cyttorak acepta la oferta de Coloso y termina la transferencia de poderes de Juggernaut a Coloso para que pueda luchar contra Kuurth. Durante la última batalla entre los Vengadores y los Dignos, Kuurth es derrotado por Wolverine con su armadura de Uru, y pierde su martillo cuando la Gran Serpiente fue matada por Thor.
Luego de un periodo de inactividad, Juggernaut resurgió, de nuevo portando la armadura de Cyttorak. Juggernaut hizo las paces con su viejo amigo y socio Black Tom Cassidy. Juntos, planean un motín en un yate en las costas italianas, siendo detenidos por los X-Men originales desplazados en el tiempo.
Juggernaut reaparece buscando a los responsables que mataron a su medio hermano Charles Xavier. Se encuentra con Iceman quien tiene sus propios problemas familiares.Al final de la pelea, Iceman encierra a Juggernaut en una jaula de hielo y lo lanza a un río cercano.
Juggernaut es encontrado por SHIELD para ser trasladado a un lugar seguro, pero el Dr. Voodoo lo invoca accidentalmente en la Mansión-X. Juggernaut lucha contra los Uncanny Avengers. Quicksilver le quita el casco y descubre que Juggernaut lleva un gorro de protección mental debajo. El Dr. Voodoo envía a sus secuaces Cyttorak convocados para manipular la armadura de Juggernaut y encerrarle dentro de ella. Cyttorak luego lleva a Juggernaut de regreso al reino de Cyttorak y el Dr. Voodoo cierra el portal.
Más adelante, se muestra a Juggernaut prisionero en Ravencroft, donde Sin-Eater roba sus poderes.

## Poderes y habilidades
Como Avatar de Cyttorak, el Rubí Carmesí de Cyttorak concedió a Juggernaut habilidades sobrehumanas, como súper fuerza, resistencia, invulnerabilidad y otras habilidades que Caín suele utilizar, sobre todo, en el aumento de su increíble potencia física.

### Fuerza Superhumana clase 100 +
El poder de Juggernaut es alimentado por la Gema Carmesí de Cyttorak, que es el conducto que Cyttorak utiliza para canalizar sus energías mágicas en su avatar. La Gema le confiere una increíble fuerza de niveles desconocidos que lo vuelven un ser irresistible e imparable. Tan pronto como Caín se trasformó en Juggernaut, realizó su primera hazaña de fuerza, durabilidad y resistencia ilimitada, al ser enterrado vivo bajo la gigantesca montaña que cubría el Templo de Cyttorak, sin respirar, comer, ni beber, Juggernaut fue desplazando la increíble cantidad de toneladas de rocas y escombros que lo cubrían durante años (Xavier lo estimaría en un trillón de toneladas). Una vez que comienza a moverse en una dirección, no hay obstáculo ni fuerza en la Tierra capaz de detenerlo. Debido a la naturaleza mística de sus poderes, otorgados por una fuente externa de magia ilimitada como la Gema de Cyttorak, Juggernaut puede aumentar su fuerza física a niveles inconmensurables con un simple pensamiento cuando lo necesita. En su primer encuentro con Xavier y sus X-Men, Juggernaut sería nuevamente imparable, superando las defensas de la mansión (Bombas, gases, descargas de alta tensión, puertas blindadas 50 veces más resistentes que el blindaje un buque de guerra) con extrema facilidad. Juggernaut pudo desafiar incluso a la encarnación más poderosa de Hulk,en World War Hulk, llegando a establecer cierta igualdad antes de que Hulk renunciara a continuar con el combate. En este sentido, Juggernaut tiene una fuerza sobrehumana prácticamente ilimitada y es lo que lo vuelve realmente imparable. Juggernaut es uno de los seres físicos más poderosos del universo, capaz de luchar mano a mano con los héroes más fuertes y poderosos Juggernaut es un Avatar, cambiado por la Piedra del Cyttorak, fusionándose con su alma y otorgándole superfuerza clase 100+, tanta como para pelear contra héroes como Thor y Hulk. Originalmente, Juggernaut poseía una inmensurable fuerza mística, que incrementaba su poder, convirtiéndolo en un ser insuperable al adquirir velocidad; algunos objetos como grandes cantidades de rocas o cañones de plasma, lo hacían disminuir el paso, pero no como para detenerlo del todo.

### Resistencia sobrehumana
La gema le otorga también resistencia al cansancio ilimitada. La piedra del Cyttorak le atribuye resistencia e invulnerabilidad al daño físico convencional y a cualquier tipo de heridas. Aunque Caín es capaz de ser afectado por altos niveles de ataques mentales o místicos, aunque rara vez le causan daño permanente ya que lleva un casco hecho de un metal místico desconocido que le proporciona una protección completa contra los ataques telepáticos, incluso cuando se trata de telépatas de la talla del profesor Xavier. Se debe tener en cuenta que el casco solo le protege de los ataques mentales; si Juggernaut pierde el yelmo místico, su cabeza sigue siendo tan resistente e invulnerable al daño físico como su cuerpo.
Juggernaut es también inmune a las temperaturas extremas, calor o frío. Spider-Man lanza un camión de combustible contra él y, sin embargo, la poderosa explosión y el fuego no detienen a Juggernaut; el personaje Firestar desata su poder de microondas, calentando tanto a Juggernaut que llega al blanco vivo, sin darse, si quiera, por enterado del increíble calor con el que estaba siendo atacado; ha sido atacado con acero fundido sin lograr efecto negativo alguno en él; Juggernaut también ha recibido los intensos relámpagos de Thor sin ser afectado en absoluto.

### Campo de Fuerza
Juggernaut es capaz de generar un campo de fuerza personal, que se extiende cerca de 1 pie desde su cuerpo, utilizado para aumentar su, ya de por si, increíble resistencia al daño. En sus primeras apariciones, era capaz de usar esta capacidad para generar una fuerza que le permitía lanzar personas y objetos, aunque ahora parece funcionar sólo para la defensa. Su campo es tan resistente que ha soportado los golpes de Mjolnir como si nada.

### Factor de curación y regeneración
Aunque normalmente es casi imposible infligirle daño, es vulnerable a fuerzas místicas suficientemente poderosas, pero a la vez Cyttorak le confiere la habilidad de curarse de manera instantánea.
Por ejemplo, ha sido herido por la espada de Shatterstar, que esta forjada partir de una mezcla de tecnología y magia, y sanó al instante.
El demonio D'Spayre una vez desolló a Juggernaut hasta los huesos, dejándolo en estado esquelético después de absorber casi todo el poder del Juggernaut y, aun así, Juggernaut no pudo ser detenido y fue capaz de regenerar todo el daño causado una vez que recuperó su pleno poder.

### Inmortalidad
Además, es técnicamente inmortal, ya que su envejecimiento está completamente detenido, es inmune a todas las toxinas, venenos y enfermedades existentes, y no tiene la necesidad de comer, beber, dormir o respirar (en muchas religiones estas propiedades son asociadas a deidades).

### Otros atributos provistos por el Rubí de Cyttorak
Potencialmente, el Rubí o Gema de Cyttorak le otorga ciertas capacidades que son desconocidas por Juggernaut. Generalmente sólo explota sus virtualmente ilimitadas energías en el aumento de su increíble poder físico, pero la gema provee también habilidades mágicas como: modificar el tamaño de la materia, rastreo, levitación, absorción de energía, proyección de energía, y la creación de portales. Caín accidentalmente ha hecho uso de algunas de estas habilidades.
Juggernaut mostraría durante su combate con Pesadilla varias habilidades mágicas, como lanzar rayos de energía e invocar poderosos hechizos que le permitieron enfrentarse a la poderosa entidad.
Unas pocas personas han logrado detener y vencer a Juggernaut: un neoyorquino, que poseyendo los poderes de Capitán Universo, buscaba venganza de Marko ya que este destruyó su trabajo en una batalla con Spider-Man. Después de dicha batalla el Cyttorak fue exiliado de su cuerpo conservando únicamente la habilidad de la fuerza sobrehumana. Thor, alcanzando un alto estado de su poder, y Hulk, en la primera transformación de Ravage Hulk, han llegado a detenerlo y derrotarlo, de hecho Hulk ha llegado incluso a hacerlo retroceder.

## Otras versiones

### Era de Apocalipsis
Juggernaut actúa como el protector de Avalon en la Antártida, sirviendo como guía para Nightcrawler y Mística.

### Ultimate Juggernaut
Juggernaut es parte de la prisión del proyecto Arma X, esta enamorada de la mutante Rogue y posteriormente Juggernaut mata a el mutante Gambito.

### Viejo Logan
Juggernaut se le puede ver furioso y aceptando el desafío de el viejo Ojo de Halcón, pero al estar ya viejo es bastante lento, lo que es una ventaja para Daredevil, quien lo engaña para que Caín se caiga por un acantilado.

## En otros medios

### Cine
- Juggernaut aparece, interpretado por Vinnie Jones, en X-Men: The Last Stand (2006) como uno de los dos criminales mutantes que fueron liberados por Magneto del camión de la prisión junto con Mystique y se les une formando parte del ejército aliado de La Hermandad. En los cómics es el hermanastro de Charles Xavier / Profesor X, pero en esta adaptación es un mutante cuyo poder no tiene nada que ver con la gema carmesí de Cyttorak y sin ninguna conexión con Charles Xavier. Su mutación le da el poder de ser casi imparable cuando empieza a correr, y una fuerza sobrehumana suficiente para aguantar una pelea contra Wolverine hasta detenerlo. Durante la batalla final en la Isla de Alcatraz, Magneto le ordena que mate al pequeño Leech, que es la fuente de la cura, pero es frustrado por Kitty Pryde que ayuda a Leech a escapar. Juggernaut les persigue pero queda inconsciente, al chocar contra una pared, cuando intenta atropellarlos y se acerca demasiado a Leech, cuyos poderes anulan los poderes de otros mutantes. Vinnie Jones ha declarado que le gustaría retomar el papel de Juggernaut en un spin-off, ya que sentía que había muy poco tiempo en X-Men: The Last Stand para dotar al personaje de profundidad.

- Originalmente en X-Men: días del futuro pasado iba a aparecer una versión joven de Juggernaut, de la cual, se sabía que Josh Helman seria el actor que lo interpretaría, pero fue eliminado antes de que se hiciera la producción. En cambio, se le ofreció a Helman el papel de William Stryker joven.

- Juggernaut aparece en la película de 2018 Deadpool 2, siendo un personaje completamente generado por ordenador, usando como base la cara del mismo director de la película David Leitch y la voz de Ryan Reynolds.[39]Juggernaut está inicialmente encarcelado en Ice Box, una prisión aislada para mutantes utilizada por el Departamento de Contención de Mutantes, donde se hace amigo de Russell Collins. Collins libera a Juggernaut mientras son transferidos a otra prisión, lo que le permite a este último destruir el convoy antes de dirigirse a destruir el orfanato donde Collins fue abusado por su director. Mientras Deadpool, Cable y Domino los interceptan, Juggernaut los defiende hasta que Colossus, Negasonic Teenage Warhead y Yukio llegan y lo dominan.

- Una variante de la línea de tiempo alternativa de Juggernaut, basada en su aparición en X-Men: The Last Stand, aparece en Deadpool & Wolverine (2024), interpretado por Aaron W. Reed.[40] [41]En marzo de 2024, antes del estreno de la película, Vinnie Jones reveló que le pidieron que repitiera el papel, pero no se pudo llegar a un acuerdo con Marvel Studios debido a que Jones comentó que no había suficiente presupuesto para crear el traje de Juggernaut necesario para él en el set.[42]

### Televisión
- Juggernaut aparece como el villano en Spider-Man and His Amazing Friends (voz de William H. Marshall), episodio, "Nace Estrella de Fuego".

- Juggernaut apareció en el episodio piloto de 1989 Pryde of the X-Men, con la voz de Ron Gans. Él es un miembro de la Hermandad de Mutantes de Magneto.

- El personaje aparece completamente en la serie animada X-Men de 1992 con la voz de Rick Bennett, intenta vengarse de Xavier, su medio hermano en esta continuidad, en sus tres episodios ( "The Unstoppable Juggernaut", "Phoenix Saga Part 3: Cry of the Banshee" (con un cameo al final de el episodio anterior), y "Juggernaut Returns").

- En los Cuatro Fantásticos, Juggernaut hace una aparición en el episodio "Nightmare in Green" junto con los X-Men y Araña Escarlata.

- Juggernaut aparece en X-Men: Evolution con la voz de Paul Dobson. En esta serie, Juggernaut es el medio hermano de Xavier y sus poderes son el resultado de una habilidad mutante latente. Esta habilidad es despertada por la gema de Cyttorak. Antes de los eventos del comienzo de la serie, había sido atrapado y colocado en la prisión de una instalación segura. Mystique lo libera a cambio de que robe el dispositivo Cerebro de Xavier y se lo entregue. Juggernaut se niega a aceptar la oferta de Mystique escapando por su cuenta de la prisión y llega hasta la Mansión X para acabar con Xavier. Los X-Men y La Hermandad de Mutantes se unen y derrotan a Juggernaut quitándole su casco para permitir que el Profesor X lo deje fuera de combate con ataques psíquicos. Al final, Juggernaut es re-encarcelado, y los X-Men tienen la esperanza de que algún día La Hermandad luche de su lado. Juggernaut es liberado nuevamente al comienzo de la tercera temporada de la serie profundizando aún más el conflicto humano-mutante, pero los X-Men demuestran que los mutantes no son todos enemigos al derrotar a Juggernaut e impedir que destruya una presa que habría provocado una inundación.

- Juggernaut aparece en Wolverine and the X-Men (voz de Fred Tatasciore). En el episodio "Battle Lines", es enviado por Magneto para romper a Tildie Soames de una instalación de División de Respuesta de Mutantes ya que puede romper la caja que se lleva a cabo. Juggernaut coloca un dispositivo en ella, pero un monstruo Manifestado de sus pesadillas lo envía volando (?). En el episodio "Breakdown", los X-Men se encuentran luchando contra Juggernaut cuando una visión de Jean Grey distrae a Cíclope de arrancar el casco de Juggernaut. Cuando la pelea termina, Juggernaut escapa.

- Juggernaut aparece en la serie de Ultimate Spider-Man (voz de Kevin Michael Richardson). En esta versión, se da a entender que sus poderes no están imbuidos en su persona, sino que se derivan de su traje (o al menos su casco):
  - En la primera temporada, el episodio 14, "Asombroso", se convierte en un serio peligro para los esfuerzos desesperados de último momento de Spider-Man para completar un proyecto para una feria científica escolar. A pesar de sus afirmaciones de ser imparable, finalmente se detiene y su traje es consumido por Awesome Android, lo que le deja desamparado contra un golpe de Spider-Man. Tras la derrota de Awesome Android, Juggernaut es arrestado por los agentes de S.H.I.E.L.D.
  - En la segunda temporada, el episodio 11, "Enjambre", Juggernaut escapa de la prisión y Spider-Man coloca un aracno-rastreador en su casco. Iron Man se presenta para ayudar a Spider-Man en la lucha contra Juggernaut. Juggernaut se escapa de Spider-Man y su aracno-rastreador. Spider-Man se enfrenta más tarde Juggernaut una y otra vez coloca el aracno-rastreador, que ha sido modificado con la tecnología de Industrias Stark. Sin embargo, algo sale mal; Juggernaut se ve rodeado por los replicantes aracno-rastreadores y se estrella en un camión de cemento, en el que queda atascado.
  - En la tercera temporada, el episodio 5, "La Nueva Araña de Hierro", Juggernaut es visto robando un banco y es derrotado por la Chica Ardilla y su ejército de ardillas. Pero solo es neutralizado temporalmente. Intenta escapar, sólo para ser derrotado y capturado por Spider-Man.
- Juggernaut aparece en la serie The Super Hero Squad Show, con la voz de Tom Kenny.
  - En la primera temporada, el episodio 5, "Entra Dormmammu",Juggernaut trataba de tomar un fractal para Doctor Doom. Después de ser arrinconado, atravesó la Gran Muralla y se sorprendió al descubrir que los héroes se habían escondido dentro de la pared y lo emboscaron. Luego Juggernaut y todos los demás fueron afectados por la magia del Doctor Strange mientras él fue afectado por un fractal, y comenzó a girar sobre su cabeza.
  - En la primera temporada, el episodio 6, "Una mocosa camina entre nosotros",una niña tiene un fractal que la hace fuerte y los Super Hero Squad quieren coger el fractal y Doctor Doom también lo quiere así que une a un grupo de villanos entre ellos esta Juggernaut. Al final ganan los Super Hero Squad.
  - En la primera temporada. el episodio 19, "Elecciones de Maldad, las elecciones para un nuevo Alcalde a Ciudad Superhéroe han llegado y Loki lo quiere a toda costa y para lograrlo utilizará uno de sus hechizos para controlar a todos los ciudadanos de la Ciudad y de asgard y a su padre Odin y a todo todo,toda la existencia y realidad y lugares y tiempos eras y épocas y todo el mundo y universo y todo el globo entero y toda toda la tierra entera entera uno de ellos es Juggernaut. Al final los Super Hero Squad vencen a Loki.

### Videojuegos
- X-Men: Mutant Apocalypse
- X-Men: Children of the Atom
- Marvel Super Heroes
- X-Men vs. Street Fighter
- Marvel vs. Capcom: Clash of Super Heroes
- Marvel vs. Capcom 2: New Age of Heroes
- X-Men: Mutant Academy II
- X-Men Next Dimension
- X-Men Legends
- X-Men Legends II: Rise of Apocalypse
- X-Men 2: Wolverine´s Revenge
- Marvel: Ultimate Alliance 2
- Lego Marvel Super Heroes
- Spider-Man: Shattered Dimensions
- Marvel Contest of Champions
- Marvel Future Fight
- Marvel Super Hero Squad Online
- Marvel Super Hero Squad